# 邦伯尼峰
46°18′16.7″N 8°29′50.4″E / 46.304639°N 8.497333°E
邦伯尼峰（Pizzo Bombögn），是瑞士的山峰，位於該國南部，由提契諾州負責管轄，屬於勒蓬廷阿爾卑斯山脈的一部分，海拔高度2,331米，每年平均降雨量2,204毫米。

## 外部連結
- Pizzo Bombögn on Hikr （页面存档备份，存于）